# Das Comitat geht in die Höh!
Das Comitat geht in die Höh!, op. 457, är en schnellpolka av Johann Strauss den yngre. Ort och datum för första framförandet är okänt.

## Historia
I maj 1893 påbörjade Johann Strauss arbetet med en ny operett. Hans vän Max Kalbeck (1850-1921) hade skrivit librettot tillsammans med Gustav Davis (1856-1951) efter pjäsen Joschko och förhoppningen var att musiken skulle vara färdig före årets slut. På grund av Strauss sjukdomar försenades verket (omdöpt till Jabuka (Das Apfelfest)) och operetten hade premiär på Theater an der Wien den 12 oktober 1894. Verket blev en succé men kritikerna ansåg att texten inte gav kompositören möjligheter att utnyttja sin fulla kapacitet.  
Enligt kontraktet Strauss hade med sin förläggare Gustav Lewy skulle Strauss arrangera en orkestervals (Ich bin dir gut! op. 455) på teman från operetten. Efter att ha tittat igenom partituret till Jabuka meddelade Strauss sin förläggare sommaren 1894 att det fanns tillräckligt med musikmaterial till att åstadkomma "2 utmärkta schnellpolkor, en polka-française av hög standard och en extremt effektiv kadrilj. Kanske kan jag till och med leverera en polkamazurka". Han begärde 300 gulden för varje stycke, samma pris han hade begärt av sina förra förläggare C.A. Spina och Fritz Crantz, och tillade att han behövde två månader för att arrangera och orkestrera de fyra styckena. Lewy nekade att betala ut ytterligare pengar trots att Strauss försäkrade att "materialet kan inbringa mycket pengar. Jag anser att utdragen är mer lukrativa än de från Zigenarbaronen". Strauss vägrade godta Lewys beslut: "För övrigt kan jag inte tillåta att ett dansnummer instrumenterat av någon annan kan publiceras under mitt namn... Varje dansnummer kan endast presenteras för publiken om arrangörens namn återges på titelsidan" (Brev, 2 september 1894).
Lewy utsåg dirigenten och kompositören Louis Roth (1843-1929) att arrangera de andra styckena från Jabuka och dessa kontrollerades och rättades av Strauss själv innan de publicerades som klaverutdrag endast. Utifrån Strauss ursprungliga förslag om två schnellpolkor, en polka-française och en kadrilj blev det i slutändan en schnellpolka, en polka-française, en polkamazurka, en kadrilj och en marsch.
I ett brev till Max Kalbeck skrev Strauss: "Jag är oändligt glad över att [Alexander] Girardi är så entusiastisk inför sin roll. Från hans sida kan vi räkna med en säker succé. När Girardi visar så mycket vilja att lära känna sin roll försvinner all oro om hur det ska gå". Redan 1875 hade Alexander Girardi (1850-1918) spelar huvudrollen i en Straussoperett: Cagliostro in Wien. Han skulle komma att gestalta åtskilliga huvudroller i Strauss senare verk och blev ett välkänt namn under wieneroperettens glansdagar. Handlingen i Jabuka utspelas nära den serbiska gränsen i ett 1800-tals-'Comitate' (distrikt), nästan uteslutande befolkat av serber i vad som då var kungariket Ungern. Girardi spelade fogden Joschko, "vars enda passion var att stjäla godsaker" (Neue Freie Presse, 13 oktober 1894). När recensenten för tidningen Neue Freie Presse noterade att Johannes Brahms befann sig i publiken på premiärkvällen skrev han ett längre reportage om aftonens tillställning. Vad gällde Girardis rolltolkning i akt III noterade han:
"Den omtyckte komedianten fyrade av en strålande refräng i början av akten: 'Das Comitat geht in die Höh', vill vilken Strauss hade skrivit en ovanligt frisk och originell melodi. Publiken svarade med att be om repris på repris, och detta resulterade i kvällens höjdpunkt. Girardi steg fram och med anledning av Johann Strauss 50-årsjubileum som musiker sjöng han tre specialskrivna verser på den melodin. Efter första versen avbröts Girardi av publikens jubel och när alla verserna var sjungna dånade applåderna genom hela salongen. Strauss fick gå fram på scenen och möttes av publikens applåder. Män och kvinnor reste sig från sina platser och viftade med sina näsdukar. De hälsade maestron med en kärlek och entusiasm som bara tycktes öka. Ingen komisk sång hade mottagits med sådan succé i Wien i mannaminne".
Med ett sådant entusiastiskt mottagande för sången "Das Comitat geht in die Höh" är det knappast förvånande att såväl titel som melodi användes av Louis Roth till polkan med samma namn. Tema 1A och hela trio-delen (tema 2A och 2B) återfinns i Joschkos kuplett (Nr 15), medan tema 1B återfinns i andra delen av Joschkos kuplett (Nr 12) i akt II; "Und sein Ruf drang immer weiter". Polkans korta inledning härrör sig från början till förspelet av akt II.
Nutida inspelningar av polkan har arrangerats av professor Gustav Fischer och dirigenten Christian Pollack.

## Om polkan
Speltiden är ca 2 minuter och 28 sekunder plus minus några sekunder beroende på dirigentens musikaliska tolkning.
Polkan var ett av sex verk där Strauss återanvände musik från operetten Jabuka:
- Ich bin dir gut!, Vals, Opus 455
- Živio!, Marsch, Opus 456
- Das Comitat geht in die Höh!, Schnellpolka, Opus 457
- Tanze mit dem Besenstiel, Polka-française, Opus 458
- Sonnenblume, Polkamazurka, Opus 459
- Jabuka-Quadrille, Kadrilj, Opus 460

## Weblänkar
- Das Comitat geht in die Höh! i Naxos-utgåvan.